# Курсешть-Дял
Курсешть-Дял, Курсешті-Дял (рум. Cursești-Deal) — село у повіті Васлуй в Румунії. Входить до складу комуни Пунджешть.
Село розташоване на відстані 272 км на північ від Бухареста, 27 км на захід від Васлуя, 51 км на південь від Ясс.

## Населення
За даними перепису населення 2002 року у селі проживали 249 осіб, усі — румуни. Усі жителі села рідною мовою назвали румунську.